# Canada (Tân Pháp)
Canada là thuộc địa của Tân Pháp, các thuộc địa của Pháp tại Bắc Mỹ trong thời hiện đại. Nó đại khái bao gồm Québec ngày nay và cái gọi là Pays d'en Haut, nghĩa là vùng Ngũ Đại Hồ. Các lãnh thổ khác, như Louisiana và Acadia, có chính quyền riêng của họ. Canada và Pháp mới không đồng nghĩa với nhau, vì sau này bao gồm một lãnh thổ rộng lớn hơn nhiều, chạy từ đảo Cape Breton đến vịnh México.

## Lịch sử
Trong năm 1534 nhà thám hiểm người Pháp Jacques Cartier dựng lên một cây thánh giá tại Cape Gaspe và tuyên bố đất thuộc sở hữu của người Pháp, vua François I. Bất chấp thực tế là những nỗ lực đầu tiên của Pháp nhằm thiết lập các khu định cư đã kết thúc trong thất bại, ngư dân Pháp vẫn tiếp tục đi thuyền dọc theo bờ biển phía đông bắc của lục địa Bắc Mỹ và bơi vào sông Saint Lawrence, thiết lập liên lạc với thổ dân bản địa. Chẳng mấy chốc, các thương nhân người Pháp đã nhận ra rằng những nơi này rất giàu động vật lông thú (đặc biệt là hải ly, rất ít ở châu Âu vào thời điểm đó), và chính quyền Pháp quyết định bắt đầu thực dân hóa khu vực.
Năm 1608, Pierre Dugois và Samuel de Champlaines, được tài trợ bởi vua Henry IV, đã thành lập khu định cư Québec. Sau khi gia nhập liên minh với người Algonquin và Montagne sống ở đó, họ đã chiến đấu với Liên minh Iroquois, Samuel de Champlain năm 1609 đã đi dọc theo thung lũng sông Saint Lawrence về phía nam đến Hồ Champlain, nơi anh tham gia trận chiến chống lại Iroquois. Điều này củng cố vị trí của người Pháp trong số người Algonquin và Huron, điều cần thiết cho sự thâm nhập sâu hơn của những người tiên phong và người định cư Pháp vào sâu trong lục địa. Champlain cũng khuyến khích thanh niên Pháp sống giữa những người bản địa để chấp nhận ngôn ngữ và phong tục của họ; những người như vậy (là Étienne Brûlé) trở thành phương tiện ảnh hưởng của Pháp ở các khu vực phía nam và phía tây Ngũ Đại Hồ.
Trong những thập kỷ đầu tồn tại, chỉ có vài trăm người Pháp sống ở thuộc địa. Mong muốn làm cho nước Pháp mới không kém phần quan trọng so với các thuộc địa của Anh ở Mỹ, Đức Hồng y Armand Richelieu đã thành lập Công ty Tân Pháp vào năm 1627. Chỉ có người Công giáo mới được phép chuyển đến Tân Pháp họ được yêu cầu từ Tin lành phải đến Công giáo trước khi rời đi; điều này dẫn đến việc người Tin lành thích đến các thuộc địa của Anh. Kết quả là, Giáo hội Công giáo Roma đã có nguồn gốc mạnh mẽ ở Canada. Richelieu cũng tổ chức một hệ thống chiếm hữu đất đai thời phong kiến ở Canada tồn tại ở thung lũng sông Saint Lawrence cho đến thế kỷ 19.
Vào thời điểm này, phía nam của các thuộc địa Anh bắt đầu đột kích vào thung lũng sông Saint Lawrence, vào năm 1629, họ chiếm được Québec, nơi họ giữ đến năm 1632. Champlain, toàn quyền Tân Pháp, trở lại Mỹ cùng năm và thành lập trụ sở giao dịch Trois-Rivieres mới.
Năm 1642, Paul de Chomedey, được bảo trợ bởi Dòng Tên, đã giúp một nhóm người định cư thành lập làng Ville-Marie, người sau này lớn lên ở thành phố Montréal. Lúc đầu, thực dân đã cố gắng duy trì quan hệ hòa bình với người bản địa, nhưng vào năm 1643-1644, các cuộc đụng độ quân sự với Iroquois đã bắt đầu. Năm 1645, Chomedey nhận được tin cha mình qua đời và rời Pháp. Năm 1647, ông trở lại thuộc địa và tiếp tục cuộc chiến với người da đỏ. Năm 1652 ông lại phải rời Pháp, nơi ông tìm thấy một trăm tình nguyện viên để bảo vệ Montréal. Khi anh trở về Montréal với hàng trăm người này, chỉ có 50 người định cư ở đó - những người còn lại buộc phải chạy trốn đến Québec. Chẳng mấy chốc, thuộc địa đã được củng cố đủ để chống lại các cuộc tấn công.
Vào những năm 1650, Tân Pháp dân cư thưa thớt đã không thể chống lại các cuộc tấn công của Iroquois. Năm 1660, người định cư Adam Dollar des Ormo đã lãnh đạo người Canada và người Huron chống lại lực lượng lớn hơn nhiều của Iroquois. Mặc dù thực tế là không ai trong số những người Canada sống sót, họ đã có thể đẩy lùi cuộc xâm lược của Iroquois.
Năm 1663, Vua Louis XIV đã ngừng hoạt động của Công ty Tân Pháp và tiến hành quản lý thuộc địa. Năm 1665, một đơn vị đồn trú của quân đội hoàng gia đã được gửi đến Canada, và thuộc địa được tổ chức lại theo cách của các lãnh thổ khác của Pháp: bây giờ là tổng đốc và ủy viên, trực thuộc Bộ Biển Pháp, kiểm soát thuộc địa.
Năm 1666, cuộc điều tra dân số đầu tiên của Tân Pháp đã được tiến hành. Bà đã làm chứng rằng 3125 người sống ở đó, nhưng cùng lúc 2034 đàn ông và chỉ có 1181 phụ nữ; điều này là do thực tế là hầu hết những người lính, khách du lịch và những người buôn bán lông thú đến New France đều là những người đàn ông độc thân. Để củng cố thuộc địa và biến nó thành trung tâm của đế quốc thực dân Pháp, vua Louis XIV đã ra lệnh cho 700 phụ nữ chưa kết hôn trong độ tuổi từ 15 đến 30 (được gọi là các cô gái Hoàng gia) được gửi đến đó; Những cuộc hôn nhân với người bản đjja được khuyến khích, những người được gửi đến thuộc địa, những người được cho là làm công việc vận chuyển qua đại dương.
Do thực tế là Henry Hudson tuyên bố vịnh Hudson và vùng đất sở hữu của người Anh xung quanh, thực dân Anh bắt đầu mang biên giới của các lãnh thổ mà họ kiểm soát cho Pháp. Điều này dẫn đến chiến tranh với Pháp và người Da đỏ, trong đó người da đỏ cũng tham gia từ cả hai phía. Kết quả là, vào năm 1763, theo các điều khoản của Hiệp ước Paris, tất cả thuộc địa của Pháp ở Bắc Mỹ (ngoại trừ một vài đảo nhỏ) đã được chuyển nhượng sang Vương quốc Anh. Người Anh đổi tên thuộc địa của Canada tại thuộc địa Québec.